# Jajapur
Jajapur là một thành phố và khu đô thị của quận Jajapur thuộc bang Orissa, Ấn Độ.

## Nhân khẩu
Theo điều tra dân số năm 2001 của Ấn Độ, Jajapur có dân số 32.209 người. Phái nam chiếm 52% tổng số dân và phái nữ chiếm 48%. Jajapur có tỷ lệ 75% biết đọc biết viết, cao hơn tỷ lệ trung bình toàn quốc là 59,5%: tỷ lệ cho phái nam là 80%, và tỷ lệ cho phái nữ là 69%. Tại Jajapur, 11% dân số nhỏ hơn 6 tuổi.